# آوریل و یک گل
آوریل و یک گل (انگلیسی: April, and a Flower; کره‌ای: 사월, 그리고 꽃; لاتین‌نویسی اصلاح‌شده: sawol, geurigo kkot) نخستین آلبوم چندآهنگه خواننده کره‌ای چن از گروه اکسو است. این آلبوم چندآهنگه در ۱ آوریل ۲۰۱۹ توسط اس‌ام انترتینمنت منتشر و توسط دریموس توزیع شد. آوریل و یک گل شامل شش ترانه از جمله تک‌آهنگ آغازین «خداحافظی زیبا» است. این آلبوم در سه نسخه در دسترس است: آوریل، گل و یک ورژن استاندارد کیهنو از این آلبوم.

## فروش‌ها
| منطقه               | فروش    |
| ------------------- | ------- |
| کره جنوبی           | ۲۱۲٬۲۵۲ |
| ژاپن                | ۳٬۲۲۰   |
| ایالات متحده آمریکا | ۱٬۰۰۰   |

## تاریخچه انتشار
| منطقه     | تاریخ        | فرمت                       | ناشر                   |
| --------- | ------------ | -------------------------- | ---------------------- |
| کره جنوبی | ۱ آوریل ۲۰۱۹ | سی‌دی دانلود دیجیتال استریم | اس‌ام انترتینمنت دریموس |
| مختلف     | ۱ آوریل ۲۰۱۹ | دانلود دیجیتال استریم      | اس‌ام انترتینمنت        |